# Moravský zemský archiv v Brně
Moravský zemský archiv v Brně (zkratka MZA, MZA v Brně) je státní oblastní archiv s působností pro Jihomoravský kraj, Kraj Vysočinu a Zlínský kraj. Je organizační složkou státu a jako správní úřad spadá pod kompetenci Ministerstva vnitra České republiky. Vznikl v roce 1839 a sídlí v Brně v budově z roku 2007 na Palachově náměstí ve čtvrti Starý Lískovec. Jeho součástí je 15 státních okresních archivů, které fungují jako jeho organizační útvary. Kromě vymezené krajské působnosti jsou v Moravském zemském archivu uloženy archiválie státních a samosprávných orgánů a organizací (včetně bývalých zemí Moravské a Moravskoslezské) a archiválie dalších subjektů, včetně fyzických osob.
MZA je institucí s nejrozsáhlejším archivním fondem v České republice. V roce 2022 archiv spravoval 33 950 archivních souborů zahrnujících archiválie o rozsahu 130 649 běžných metrů a 123 341 845 MB.

## Historie

### Do roku 1839
Před lucemburskou dobou není známa žádná listina, která by byla součástí samostatného archivu moravských markrabat. Ani listina císaře Fridricha II. Štaufského pro markraběte Vladislava Jindřicha, „Mocran et Mocran“ (1212), snad nebyla příjemci nikdy doručena. Archiv Markrabství moravského byl patrně založen kolem roku 1350 v době, kdy byla v Čechách Karlem IV. vytvářena pro český korunní archiv schránka na hradě Karlštejně. Analogicky a na základě nepřímých důkazů je možné usuzovat, že archiv byl uložen na hradě Špilberku, stolici Markrabství moravského. Nejsou důkazy, které by svědčily o jeho umístění spolu se zemskými deskami v kostelech v Brně a v Olomouci.
Archiv markrabství se po vymření moravských Lucemburků snad krátce ocitl ve správě moravských stavů, dokud nebyl převzat novým markrabětem Albrechtem Rakouským. Ten, protože Morava byla válečným územím, část zvláště cenných listin odvezl do svého archivu v Rakousku, kde zůstaly. Zbylá druhá část byla buď v úschově města Brna nebo u zemského hejtmana. Místo, kde byla privilegia uložena, se poprvé objevuje v souvislosti s prvním pramenně doloženým regestováním listin archivu v roce 1486. Byla uložena na tovačovském zámku, v sídle zemského hejtmana Ctibora Tovačovského z Cimburka. V roce 1505 byly listiny na olomoucké radnici, kde zůstaly až do roku 1658 (jedna truhla tam zůstala až do roku 1678), kdy byly převezeny do Brna.
Stavovské listiny, jež potvrzovaly hlavní zemské svobody a výsady, se od nepaměti těšily velké péči moravských stavů, které je uchovávaly a bedlivě střežily v pevném sklepě radnice v Olomouci. Do roku 1538 se o ně staral jeden zvolený člen panského stavu, a až od té doby dostával druhý klíč od truhlic jeden z příslušníků rytířského stavu, pokud možno žijící v Olomouci nebo v jejím blízkém okolí. Po čase tato privilegia přehlížely na sněmu zvolené osoby a nejvyšší zemští úředníci a soudci. Z jejich strany byla snaha doplňovat stavovské písemnosti opisy listin uložených v korunním archivu na hradě Karlštejně a jiných důležitých dokumentů, uchovávaných na hradech a zámcích šlechty. Důkladné prohlídky všech písemností byly provedeny v letech 1607 a 1619.
V roce 1529 moravský zemský sněm rozhodl o tom, že zemská privilegia a zemské desky, uložené na radnici v Olomouci, mají být v případě nebezpečí odvezeny na hrad Karlštejn. V roce 1607 byl archivní sklep v Olomouci opatřen novými železnými dveřmi a okny.
Olomoucké zemské desky byly do Brna převezeny v roce 1642. V deskové instrukci z toho roku se o těchto rukopisech mluví jako o „archivum publicum“. V roce 1658 stavové své písemnosti soustředili do Brna (sněm z 20. května 1658). Zemská privilegia byla do Brna z Olomouce převezena v roce 1685. V roce 1686 byla privilegia 27. srpna uložena společně se zemskými deskami v Zemském domě, když tehdy většina stavovských archiválií přešla z provizorního uložení u brněnských měšťanů přímo do správy stavů. Správu zemského archivu převzal 23. července 1687 stavovský sekretář Filip Gerstman z Gerstfeldu.
Podnět ke vzniku samostatné stavovské registratury, jejíž částí byl zemský archiv, dal stavovský zemský výbor v roce 1715. Instrukce z 8. srpna 1715 pro nově ustaveného stavovského registrátora, jímž se stal stavovský sekretář Karel J. Prokeš, zdůraznila „uchování dobrého pořádku archivu“.
V roce 1783 byl zemský archiv přestěhován do tzv. dikasteriálního domu, zrušeného augustiniánského kláštera u sv. Tomáše v Brně na dnešním Moravském náměstí. Archiv byl v roce 1791 uložen v jedné z místností stavovské registratury a zemský (zeměpanský) archiv se stal součástí stavovského archivu. Archiv moravských stavů byl ustaven dvorským dekretem 22. dubna 1794, po vyčlenění zemských desk k jinému úřadu. První spisy z registratury gubernia byly po skartaci stavovským registrátorem převzaty v roce 1795. V roce 1824 převzal správu stavovské registratury a stavovského archivu Jan Nepomuk Gottlieb. První svazek edice Codex diplomaticus et epistolaris Moraviae, zpracovaný Antonínem Bočkem, vyšel v roce 1836.

### V letech 1839–1918
Moravský zemský archiv byl založen v roce 1839 za účelem zkoumání a vyhledávání psaných a tištěných pramenů k dějinám Moravy. Jeho úkolem byl sběr, koupě nebo případně kopírování takových pramenů a jejich následné uchovávání. Prvním ředitelem se stal moravský stavovský historiograf Antonín Boček (od 6. dubna 1837), který byl stavovským zemským archivářem od 3. července 1839 do své smrti 13. ledna 1847. Jako přísedící zemského stavovského výboru byl dohledem na archiv pověřen Cyril Napp. Stanovil postup bádání o dějinách Moravy a sepsání jejích dějin. Současně pro zemského archiváře a historiografa s datem 22. dubna 1841 vypracoval pokyn, první takový právní akt, zároveň první úřední dokument Moravského zemského archivu. Podle instrukce byla funkce archiváře vytvořena proto, aby sepsal dějiny Moravy. Za tím účelem měl vyhledávat a sbírat potřebné prameny. Archivář a historiograf tyto dokumenty musel znát a musel vědět, jak jich použít. To bylo jeho hlavním posláním a přední povinností. Nově zřizovaný zemský archiv se od ostatních postupně vznikajících archivů odlišoval v tom, že v jeho případě nešlo o pořádání a vědecké zpracování archiválií, ale o zřízení vědeckého ústavu pro zpracování moravských dějin.
Pomocníkem zemského archiváře se v dubnu 1841 stal praktikant zemského výboru Josef Chytil, pracující zároveň v zemské registratuře. Josef Chytil byl 24. listopadu 1841 jmenován archivním kancelistou. Po smrti Antonína Bočka počátkem roku 1847 nebylo místo archiváře a historiografa dlouho obsazeno. Archiv byl opět podřízen zemské registratuře a výpravně. Ve sněmovním sezení 7. června 1847 bylo usneseno, že otázka obsazení místa archiváře a historiografa bude prozatím odložena a úkolem zpřístupnění archivu literátům a historikům bude pověřen profesor českého jazyka a literatury v Olomouci Alois Vojtěch Šembera. Augustiniánský prelát Cyril Napp byl 7. července 1847 stavovským zemským výborem vyzván, aby nad archivem vykonával vrchní dozor a dohled. Cyril Napp tak učinil až v prosinci 1847, kdy se stal vrchním dozorcem archivu. Do té doby dohled nad archivem vykonávali přísedící Josef rytíř Laminet z Artzheimu, zemský registrátor Jan Gottlieb a stavovský kancelista Josef Chytil. Ten byl archivu i nadále přidělen pro písařské práce a další úkoly.
Aloisi Vojtěchovi Šemberovi byl archiv oficiálně předán Josefem rytířem Laminetem, pověřeným po Nappovi dohledem na archiv, a kancelistou Josefem Chytilem 15. ledna 1848. Alois Vojtěch Šembera však svůj úkol nesplnil. Zapojil se v roce 1848 do politického života a činnost archivu jej přestala zajímat. Velký zájem o moravské dějiny projevili i poslanci zemského sněmu v letech 1848–1849. Christian d'Elvert 20. ledna 1849 navrhl, aby se v zemském rozpočtu na dějezpyt pamatovalo částkou 1600 zlatých: „neboť Morava nemá dosud přiměřeného díla o svých dějinách a o dřívějších osudech země a národa.“ Jeho návrh byl podporován poslancem Nárožným zdůrazňujícím, že „zástupcové lidu nemohou přece zůstati za dřívějšími stavy, kteří o zkoumání dějin země tak velkodušně vedli péči". Petr rytíř Chlumecký uvedl na paměť sněmu, "že jako v rodinách jsou krásné vzpomínky a památky na činy předků a jak tu šlechetné vzory k následování se ctí a světí, tak také musí i národ své činy, své muže a své děje uctívati. Národ bez dějin jest národem surovým, o němž je jen známo, že žije, národ zanedbávající své dějiny blíží se svému rozkladu, neboť v dějiny již nedoufá.“ Ale ani to nepomohlo. Od úkolů, jež byly Aloisi Vojtěchovi Šemberovi dány v červnu 1847, zemský výbor upustil 23. července 1849. Všechny archivní práce tak zůstaly na Josefu Chytilovi, který kromě práce stavovského kancelisty vykonával ještě funkci překladatele na sněmu roku 1848. V čele archivu vystřídal Cyrila Nappa v březnu 1849 rada vrchního zemského soudu Josef Czibulka, který byl Nappovým nástupcem v moravském zemském výboru, a byl pověřen dohledem na archiv. Užíval i titulu archivního ředitele. Sledoval práce Josefa Chytila na pokračování edičních prací, zvláště pak v edici moravského diplomatáře. Archivní dozorci a ředitelé samotnou archivářskou činnost nevykonávali. Vykonával ji kancelista zemského výboru Josef Chytil. Ten se sice ucházel o místo zemského archiváře, ale to mu uděleno nebylo.
Zemského archiváře zaměstnávaly moravské stavy, přesně moravský stavovský zemský výbor. V úřednickém aparátu zemského výboru byl zařazen ve správní skupině zemská registratura a výpravna. Zemský archiv tedy v této době nebyl zvláštní institucí, byl spojen se stavovskou registraturou a jeho účel nebyl správní, byl v první řadě vědecký. Kancelář a archivní depozitář byly provizorně umístěny v bývalém zasedacím sálu apelačního soudu a v kalkulační síni guberniální účtárny. Archivář Antonín Boček uskutečnil v letech 1841 až 1846 řadu výzkumných cest, během nichž zkoumal historické prameny k dějinám Moravy a pořizoval četné výpisy a opisy pramenů. Uložení archivu a opisů bylo nedostatečné. Na konci roku 1845 byla proto zřízena zvláštní stavovská komise, která měla najít nové prostory. Nakonec bylo po dlouhém hledání dohodnuto pokračovat v uložení stavovského archivu v dikasteriální budově (od roku 1850 Místodržitelský palác). Během jednání o koupi sbírky Jana Petra Cerroniho zemský výbor v roce 1845 moravskoslezské gubernium požádal o přidělení místnosti v budově dikasteriálního paláce. Měla tam být přemístěna i všechna stavovská privilegia a listiny, společně s nejdůležitějšími dokumenty v šlechtických záležitostech. K přestěhování do dvou k tomu účelu přizpůsobených místností účtárny brněnského výběrčího úřadu v dikasteriální budově došlo v říjnu nebo listopadu 1846. Ze zemské registratury do nich byly přeneseny všechny stavovské rukopisy, Cerroniho sbírka, Bočkovy opisy a starší část registratury, čímž poprvé došlo k sepětí úředního a sbírkového materiálu. V těchto zcela nevhodných místnostech byl stavovský archiv uložen do roku 1856. Ve vlhkých místnostech dikasteriální budovy byly stavovské písemnosti uloženy v letech 1846–1856.
Od roku 1855 sloužil archiv pro uchovávání dokumentů vzniklých v rámci zemských politických, soudních i samosprávných orgánů. Tuto funkci si Moravský zemský archiv uchoval dodnes.
V letech 1855–1863 byl ředitelem archivu Petr rytíř Chlumecký, jenž byl jmenován 1. června 1855. Po jeho smrti místo archivního ředitele nebylo obsazeno.
Podle systemizace zemských úřadů z roku 1872 se v archivu počítalo s jedním místem archiváře, jedním místem oficiála s titulem adjunkt a jedním místem sluhy. Místo archiváře zastával Vincenc Brandl. Archivním oficiálem byl v letech 1873–1899 Vincenc Nebovidský.
Během září a října 1877 byl archiv přestěhován do nově postavené budovy zemské sněmovny v Jodokově (nyní Joštově) ulici č. 7/9. V novém zemském domě byly archivu v přízemí přiděleny jeden sál pro knihovnu s pěti okny, jeden sál pro archiv se třemi okny a mezi nimi tři úřadovny po dvou oknech: jedna byla pokojem pro archiváře, druhá pokojem, v němž pracoval druhý úředník Vincenc Nebovidský a sluha, třetí, jež měla badatelům sloužit jako čítárna a pracovna, byla užívána jako skladiště. Návštěvníci byli z toho důvodu obslouženi v místnosti druhého úředníka a sluhy. Nové prostory byly jen nepatrně větší než ty, v nichž archiv předtím sídlil v Rudolfově (nyní České) ulici č. 7 a 9.
Místo zemského archiváře bylo v archivu systemizováno od února 1897. Dalšími úřednickými místy byli koncipista a adjunkt. Bertold Bretholz, jenž byl 12. listopadu 1897 jmenován archivním koncipistou, byl po odchodu Vincence Brandla 30. listopadu 1899 do důchodu 9. prosince 1899 jmenován zemským archivářem. Jako pomocný pracovník v archivu od 1. prosince 1899 působil Josef Jánoš. Ten byl 1. května 1905 jmenován zemským kancelistou. Jako prozatímní archivní koncipista do archivu 1. června 1900 nastoupil Bohumil Navrátil. Rok po nástupu Bertolda Bretholze do funkce zemského archiváře zemský hejtman Felix Vetter z Lilie podepsal Bretholzem vypracovaný Řád Moravského zemského archivu. 
„Moravský zemský archiv pojímá v sobě všechny dějinné materiálie, psané i tištěné, které se vztahují k dějinám a minulosti Moravy a sice jak jejího celku, tak jejích částí, obcí a sborů, šlechtických rodin a vynikajících mužů, světských i duchovních hodnostářův“ — Řád Moravského zemského archivu, hlava I, § 1  
Moderní instrukce podrobně stanovila postavení a činnost archivu. Bretholzův archivní řád platil po celou první polovinu 20. století a byl stejně jako řád Petra rytíře Chlumeckého ve srovnání s jinými archivními řády velice dobrý. Z toho důvodu byl vzorem dalším archivům, například archivu v Linci a archivu ve Štýrském Hradci.
Roku 1907 se archiv přestěhoval do novostavby budovy Zemského domu na Raduitově náměstí (nyní Žerotínovo náměstí), kde měly svá sídla centrální úřady Moravského markrabství.
Bertold Bretholz byl k 1. lednu 1909 povýšen na archivního ředitele a Bohumil Navrátil byl jmenován zemským archivářem. Počet zaměstnanců archivu se po přijetí nových po roce 1908 ustálil na osmi zaměstnancích: archivní ředitel (Bertold Bretholz), archivář (Bohumil Navrátil – archiv opustil v roce 1920), adjunkt (Adolf Ludvík Krejčík – přijat 1. května 1909, z archivu odešel 31. března 1919, k 1. březnu 1920 se novým archivním adjunktem stal František Hrubý), pomocný úředník (od 1. června 1909 Gustav Jan Filip Hlošek, v roce 1919 přešel do zemské účtárny – po něm 1. ledna 1920 nastoupila oficiantka Marie Matuchová), Bohumil Svoboda (od 1. června 1909–1910, jeho nástupce Eduard Nop 1. května 1910 odešel do zemské účtárny), kancelářský oficiál (Josef Jánoš – do důchodu odešel k 1. lednu 1933), pomocná síla (Aloisie Anna Nowaková, pomocnou úřednicí od 1. února 1906, dosáhla titulu zemská sekretářka archivní služby), dva zřízenci: úřední sluha (Viktor Sláma – úředním sluhou od 14. ledna 1900, po Janu Pospíšilovi) a výpomocný sluha (od 1. února 1908 vyučený knihař Hynek Rainold Veselý, který se časem vypracoval na zručného konzervátora a vyhotovil stovky odlitků pečetí, do důchodu odešel jako zemský podúředník v kategorii zřízenců odborné služby 30. listopadu 1947).

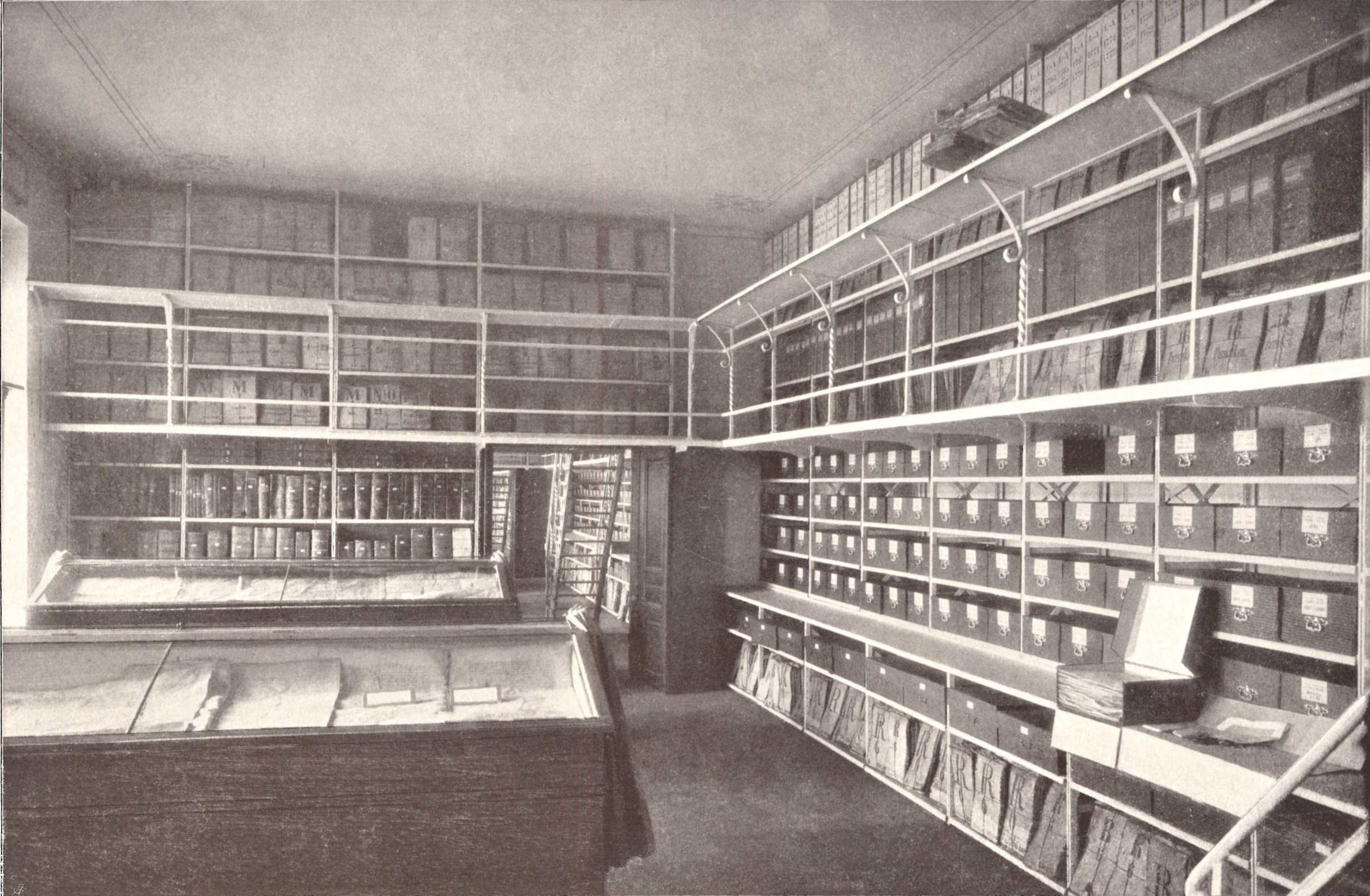
Prostory zemského archivu v Zemském domě na Raduitově náměstí v roce 1908. Síň stavovského archivu
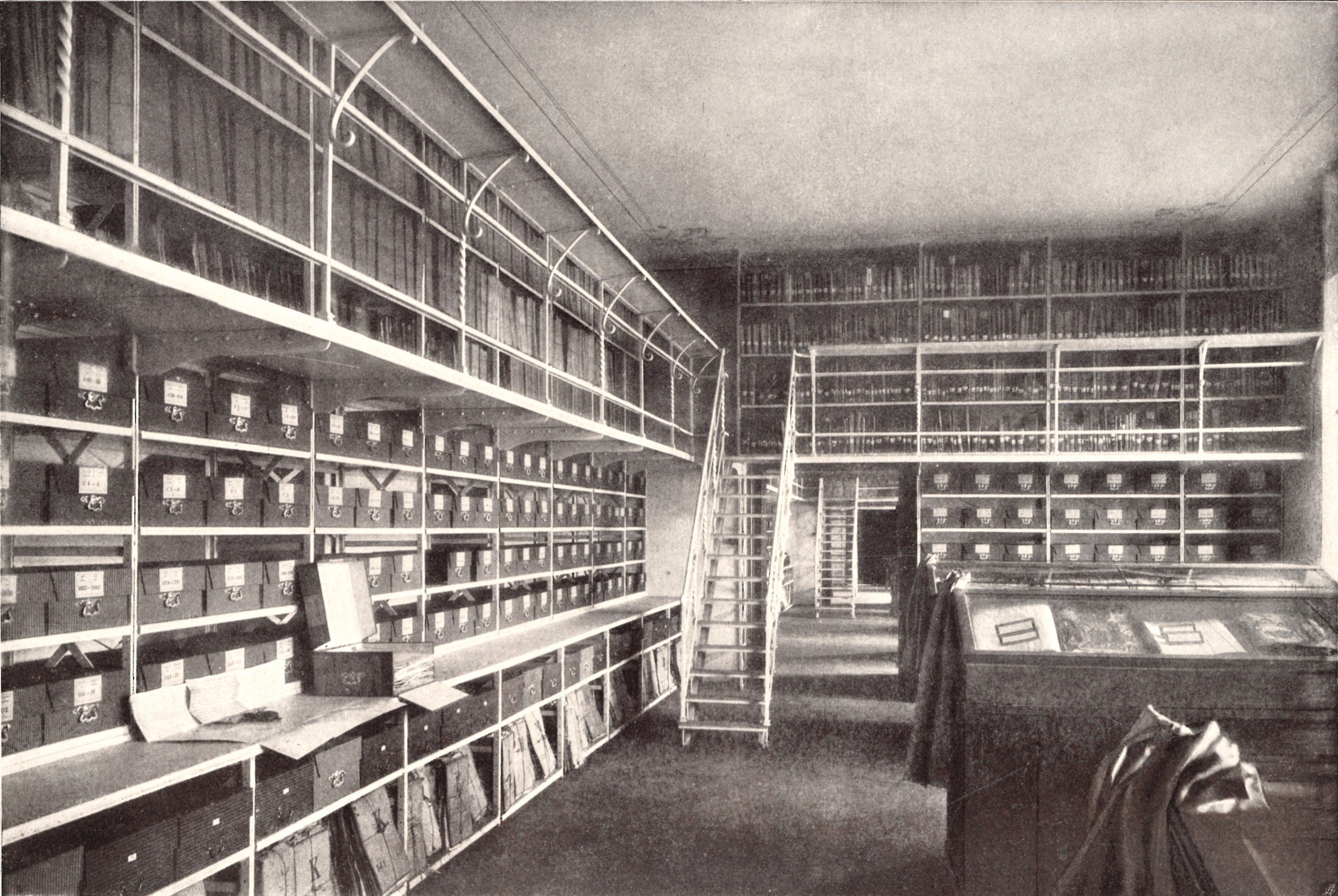
Síň pro klášterní archivy
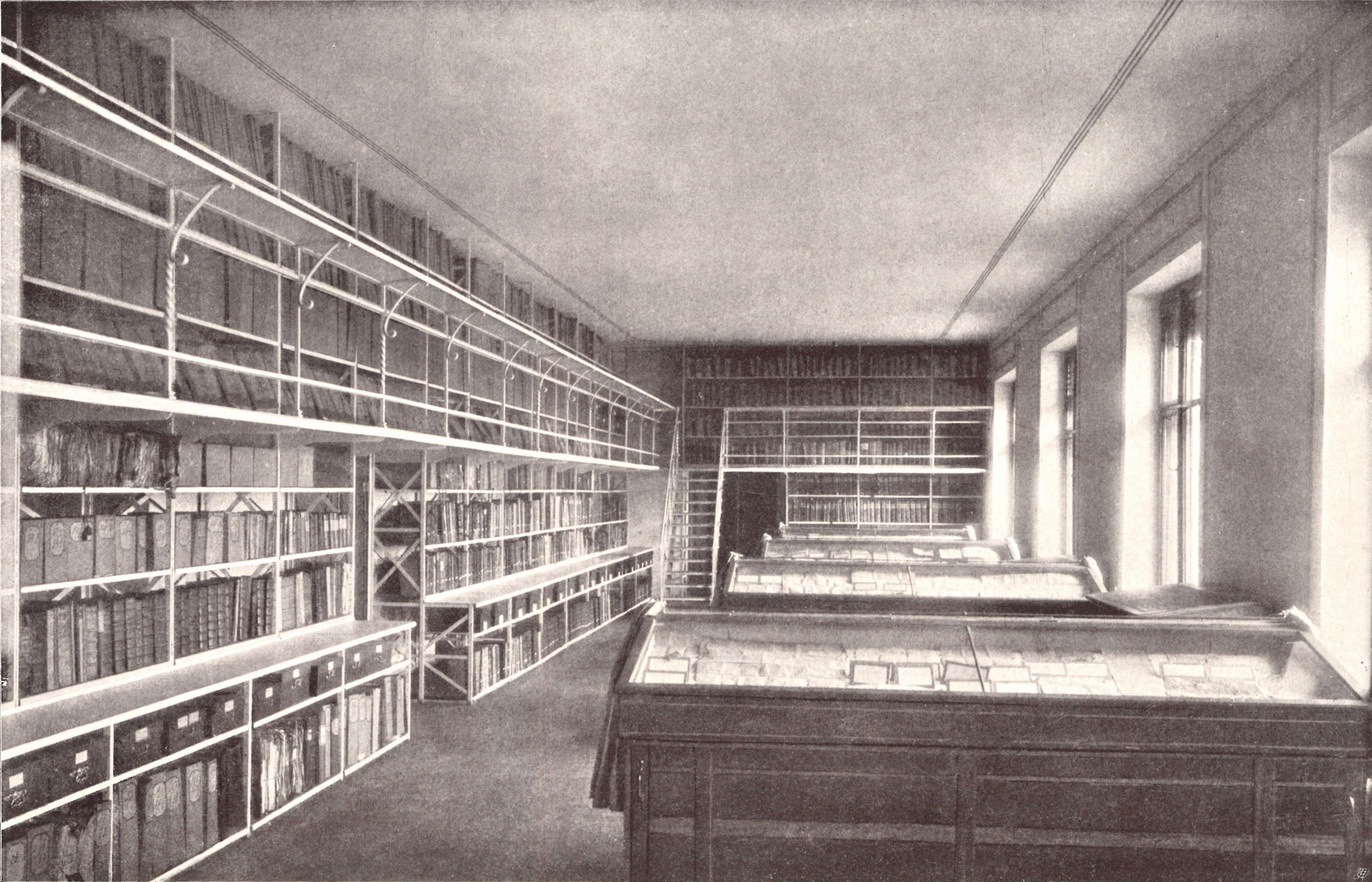
Síň pro rukopisy
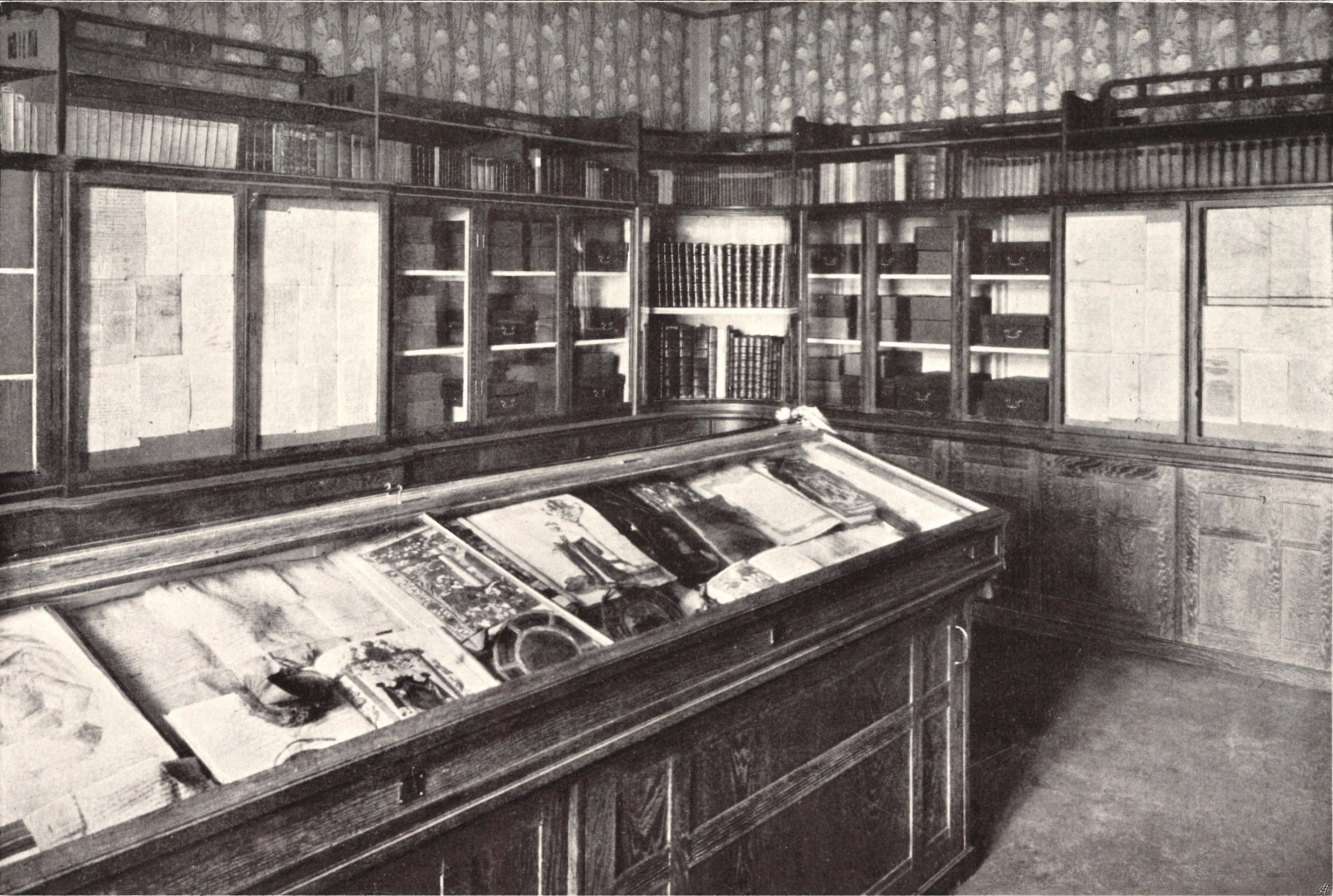
Collaltovská světnice, místo uložení v roce 1907 převzatého Collaltovského archivu

V roce 1911 byl vydán Řád pro návštěvníky a badatele Zemského archivu moravského.

### V letech 1918–1945
Do zemského archivu nastoupil 1. března 1920 na místo uvolněné Bohumilem Navrátilem, který byl 9. srpna 1920 jmenován řádným profesorem všeobecných dějin na Masarykově univerzitě v Brně, František Hrubý. Titul zemského archiváře získal 1. března 1921. Dne 1. listopadu 1923 nastoupil do zemského archivu Jindřich Šebánek. Ministerstvem školství a národní osvěty byl Hrubý 1. září 1924 jmenován státním archivním inspektorem pro Moravu a Slezsko v Brně. Po odchodu Bertolda Bretholze, který 1. ledna 1927 odešel do výslužby, se 1. března 1927 stal archivním ředitelem jeho zatímní zástupce František Hrubý (od 1. května 1925). V zemském archivu působil od 1. března 1929 Rudolf Hurt. V roce 1930 tak v archivu pracovali tři archiváři.
V souvislosti se vznikem Země moravskoslezské v roce 1928 došlo ke změně názvu archivu. Moravský zemský archiv v Brně byl nucen změnit název na Zemský archiv v Brně.
Ředitel František Hrubý, jenž byl od roku 1931 mimořádným nehonorovaným profesorem obecných dějin na filozofické fakultě Masarykovy univerzity v Brně, i jeho zástupce Jindřich Šebánek, který v roce 1928 převzal Hrubým uvolněnou funkci zemského archiváře, z archivu odešli k 31. květnu 1936. Prozatímním vedoucím archivu se stal zemský archivní rada Rudolf Hurt, jenž byl řízením archivu pověřen 1. října 1937, ačkoli archiv vedl prakticky od odchodu Františka Hrubého. K jeho jmenování řádným vedoucím archivu však nedošlo. Profesoři filozofické fakulty Masarykovy univerzity k jeho možnému jmenování ředitelem zaujali záporné stanovisko. V této funkci setrval do 8. listopadu 1938. Ve funkci vrchního komisaře archivní služby do zemského archivu přešel Leopold Peřich, bývalý ředitel Zemského archivu v Opavě. Společně s ním do Zemského archivu v Brně přešla ze Zemského archivu v Opavě Marie Havlišová. Správa zemského archivu byla Leopoldu Peřichovi předána o dva dny později 12. listopadu 1938. Archiv pak řídil do 16. ledna 1941, kdy se s dnem jeho přeložení do Prahy vedení archivu opět ujal Rudolf Hurt. Funkci archivního inspektora zastával do 15. listopadu 1941, kdy byla tato funkce zrušena František Hrubý.
Do archivu v době protektorátu nastoupila řada nových zaměstnanců. Z nich od 6. června 1940 do 25. října 1941, kdy byl převeden do Prahy, v něm jako archivář pracoval Jaroslav Dřímal, od 15. ledna 1940 Jiří Radimský, od 26. května 1941 Adolf Turek. Od roku 1941 měl české zaměstnance archivu sledovat v něm nepracující Viktor Kuntschik. Práce byla řízena brněnským Němcem, archivním komisařem pro Moravu u německé archivní komise ve Vídni, městským archivářem Josefem Dosoudilem. V prvních letech protektorátu došlo ke konečné přeměně archivu zemské samosprávy ve státní archiv. V letech 1944–1945 byly nejcennější archiválie a registratury z Brna odváženy do několika moravských zámků a dalších budov: Borotín, Brodek u Nezamyslic, Brtnice, Bučovice, Buchlovice, Lešná, Letovice, Velké Meziříčí, Plaveč, Račice, Střílky, františkánský klášter v Dačicích, budova Okresního soudu ve Strážnici. Nejcennější dokumenty, jako například moravské zemské desky, byly přesunuty do sklepů a trezorů Moravské banky a Zemské hypoteční banky v Brně. Cílem stěhování bylo zmenšit co nejvíce nebezpečí jejich zničení. V důsledku blížící se fronty byl archiv 17. dubna 1945 uzavřen. Jeho činnost, přerušená před zahájením bojů o Brno, byla obnovena 3. května 1945. Odvezené archiválie byly zpět do Brna postupně převáženy v letech 1945–1947. V letech 1947–1950 byly zpětně přebírány archiválie vyvezené v době okupace do Vídně a části archiválií předaných do Opavy.

### Po roce 1945
Vedoucí místo po skončení druhé světové války musel opustit Rudolf Hurt. Byl pověřen správou archivu a knihovny Zemského národního výboru v Brně. V čele ústavu stanul do konce února 1948 František Matějek, pověřený vedením archivu 1. srpna 1945, který byl ale pověřen pouze správou archivu. V archivu v té době pracovalo šest odborných pracovníků. Vedle Františka Matějka to byli Zdeněk Láznička (v archivu od 8. dubna 1942), Václav Pletka (od března 1941), Jiří Radimský (od 15. ledna 1940), Adolf Turek (v listopadu 1945 odešel do Zemského archivu v Opavě) a Milada Wurmová (od 20. prosince 1948). V prosinci 1945 do archivu nastoupil Antonín Okáč. Rudolf Hurt byl poslán na dovolenou a k 1. září 1948 propuštěn. Prozatímním vedením archivu byl akčním výborem na dobu od 1. března 1948 do 31. března 1948 pověřen Zdeněk Láznička. Na krátkou chvíli se pak do vedení archivu vrátil František Matějek a 15. srpna 1948 se jeho ředitelem stal Vincenc Sameš. V prosinci 1948 do archivu nastoupil Miroslav Trantírek. Zřizovatel archivu v této době, Krajský národní výbor v Brně, s Vincencem Samešem pracovní poměr rozvázal dnem 31. srpna 1951. V čele archivu stál od září 1951 Alois Kocman, jenž byl střídavě označován podle toho, který resort se právě považoval za nadřízený orgán archivu, jako ředitel nebo jako vedoucí.
V době, kdy mělo dojít ke zrušení zemského zřízení, usilovalo na konci roku 1948 vedení zemského archivu, tak jako i vedení Archivu země České, s podporou zemského národního výboru i Masarykovy univerzity, o to, aby se archiv stal ústavem státním, podléhajícím ministerstvu školství, věd a umění. Věc se však do 31. března 1949, kdy zemský národní výbor v Brně skončil činnost, nepodařilo vyřídit.
Osamostatnění archivu nebyl Krajský národní výbor v Brně, považující se za právního nástupce zemského národního výboru, nakloněn. Rozhodl se archiv v souladu s příkazem Archivu ministerstva vnitra z 29. června 1949 zlikvidovat. Svým rozhodnutím z 9. července 1949 jej sloučil se správním archivem KNV, který spravoval archiválie zemských samosprávných a politických úřadů z let 1881–1918. Nadále měl archiv používat název Archiv kraje Brněnského.
Ministerstvo školství, věd a umění vycházející z vládního nařízení z 20. listopadu 1918, podle něhož mu náležely všechny archivy, však nadále platilo věcné a personální náklady archivu a žádalo o předání personální agendy archivu od III. referátu KNV školskému referátu. Ministerstvo vnitra se naopak snažilo archivy převést pod sebe. Podle jeho výnosu z 19. května 1951 měl někdejší zemský archiv přijmout název Krajský archiv v Brně. Krajským národním výborem, který oznámil převzetí archivu do své správy dnem  3. července 1951, byl pro archiv nadále používán název Archiv kraje Brněnského, a ministerstvo školství rozhodnutí Státní archivní komise z 26. října 1951 o zařazení Moravského zemského archivu do soustavy krajských archivů neuznalo.
KNV v Brně pak dnem 1. ledna 1953 postoupil agendu archivních zaměstnanců školství a brněnský archiv vyčlenil z agendy kraje. Ministerstvo školství 20. ledna stanovilo používání původního názvu Moravský zemský archiv v Brně. Na jeho používání na hlavičkovém papíru a na razítkách státní archivní komise odpověděla 10. února 1953 konstatováním, že „pracovníci brněnského archivu porušili státní disciplínu tím, že přejmenovali svůj archiv a čtvrtý rok po vydání zákona o krajském zřízení vyvolávají v život zemské instituce.“. Ministerstvo vysokých škol, pod něž archiv náležel od 31. ledna 1953, 21. března 1953 odpovědělo, že „Zemský archiv v Brně byl vždy jen ve správě býv. ministerstva školství, věd a umění. Toto ministerstvo, resp. ministr, jemuž přísluší měnit název ústavu celostátního významu, nedal souhlas ani pokyn k přejmenování brněnského archivu na archiv krajský.“. Až podle vládního nařízení ze 7. května 1954 o archivnictví byl s platností od 1. října 1954 určen název ústavu Státní archiv v Brně.
V roce 1960 v důsledku zániku roku 1949 vzniklých krajů, a v té souvislosti také s koncem krajských archivů v Telči a v Uherském Hradišti, Státní archiv v Brně převzal budovu bývalého františkánského kláštera v Uherském Hradišti, prostory na zámcích v Kroměříži a Telči i na řadě dalších míst, se všemi v těchto prostorách uloženými archivními fondy. Některá tato pracoviště archivu byla i jen o něco později již během první poloviny 60. let zrušena (Moravské Budějovice a Jihlava v roce 1961, Telč, Třebíč a Uherské Hradiště v roce 1963). Tyto prostory převzaly okresní archivy.
Na základě zákona České národní rady o archivnictví (č. 97/1974 Sb.) se název archivu od 1. ledna 1975 změnil na Státní oblastní archiv v Brně.
Název Moravský zemský archiv v Brně, který archiv musel přestat používat v padesátých letech 20. století, se podařilo prosadit do zákona o archivnictví v roce 1992. Pokračoval neuspokojivý stav uložení archiválií. Vedle sálů v budově na Žerotínově náměstí Moravský zemský archiv využíval prostory bývalé trestnice na Cejlu (zrušená věznice na Cejlu byla Státnímu archivu v Brně přidělena v roce 1957), na zámku v Kunštátě (přidělen v roce 1953), v některých sklepech Ústavního soudu České republiky v Joštově ulici (bývalá moravská zemská sněmovna), v bývalé budově pohraniční stráže u Hnanic (Devět Mlýnů) poblíž hranice s Rakouskem, v Kroměříži, Měříně, Slavkově u Brna, Tišnově, Třebíči, Velkém Meziříčí a jinde. V některých případech zcela nevhodné prostředí se značně podepisovalo na stavu archiválií.
Od roku 1907 do roku 2007 archiv sídlil v Zemském domě II na Žerotínově náměstí ve čtvrti Veveří.
Opětovným příklonem k soustavě krajů v Česku v roce 2000 si budovu začal pro svoje účely postupně přebírat krajský úřad Jihomoravského kraje. Od roku 2007 sídlí Moravský zemský archiv v účelové archivní budově, která je prozatím nejmodernější archivní budovou České republiky. Je umístěna ve Starém Lískovci a vytváří součást areálu kolem kampusu Masarykovy univerzity a bohunické nemocnice.

### Seznam ředitelů, správců a vedoucích archivu
- Antonín Boček (1839–1847)
- Cyril Napp (1847–1849)
- Josef Czibulka (1849–1855)
- Petr rytíř Chlumecký (1855–1863)
- Vincenc Brandl (1863–1899)
- Bertold Bretholz, zemský archivář (9. prosince 1899 – 1909), ředitel (1. ledna 1909 – 1927)
- František Hrubý, ředitel (1. března 1927 – 31. května 1936)
- Rudolf Hurt, prozatímní vedoucí archivu (1936, resp. 1. října 1937 – 8. listopadu 1938)
- Leopold Peřich, správce (12. listopadu 1938 – 16. ledna 1941)
- Rudolf Hurt, vedoucí archivu (16. ledna 1941 – 1945)[38]
- František Matějek, správce (1945 – únor 1948)
- Zdeněk Láznička, prozatímní vedoucí archivu (1.–31. března 1948)[39]
- František Matějek, vedoucí archivu (duben–srpen 1948)[40]
- Vincenc Sameš, ředitel (15. srpna 1948 – 31. srpna 1951)[31][41]
- Alois Kocman, ředitel/vedoucí archivu (září 1951 – červenec 1960)[42]
- Jiří Radimský, vedoucí archivu (1. září 1960 – červenec 1965)[43]
- Miroslav Trantírek, vedoucí archivu (1965 – 30. června 1966)[44]
- Antonín Verbík, ředitel (1. července 1966 – 30. června 1972)[45]
- Vladimír Voldán, ředitel (1. července 1972 – 26. ledna 1976)
- Milada Wurmová, ředitelka (1976–1979)[46]
- Ladislav Doubek, ředitel (1979–1987)[47]
- Jaromír Charuza, ředitel (1. srpna 1987–15. března 1990)
- Jan Eliáš, ředitel (1990–1991)[48][49]
- Ivan Štarha, ředitel (1991–2000)
- Kateřina Smutná, ředitelka (2000–2015)
- Ladislav Macek, ředitel (2015–dosud)

## Oblast působnosti
Oblast působnosti Moravského zemského archivu zahrnuje území Jihomoravského kraje, Kraje Vysočina a Zlínského kraje. Jde o okresy Brno-město, Brno-venkov, Blansko, Břeclav, Havlíčkův Brod, Hodonín, Jihlava, Kroměříž, Pelhřimov, Třebíč, Uherské Hradiště, Vsetín, Vyškov, Zlín, Znojmo a Žďár nad Sázavou. V každém z okresů (vyjma okresu Brno-město) se nachází státní okresní archiv (SOkA), který je organizačním útvarem (oddělením) Moravského zemského archivu.
- Státní okresní archiv Blansko
- Státní okresní archiv Brno-venkov se sídlem v Rajhradě
- Státní okresní archiv Břeclav se sídlem v Mikulově
- Státní okresní archiv Havlíčkův Brod
- Státní okresní archiv Hodonín
- Státní okresní archiv Jihlava
- Státní okresní archiv Kroměříž
- Státní okresní archiv Pelhřimov
- Státní okresní archiv Třebíč
- Státní okresní archiv Uherské Hradiště
- Státní okresní archiv Vsetín
- Státní okresní archiv Vyškov se sídlem ve Slavkově u Brna
- Státní okresní archiv Zlín
- Státní okresní archiv Znojmo
- Státní okresní archiv Žďár nad Sázavou

## Spravované fondy
Archiv spravuje fondy vzniklé v řadě státních i nestátních institucí. Nachází se zde archivní dokumenty moravských zemských stavů a moravské samosprávy od roku 1310, dále dokumenty zemských a krajských orgánů politické, finanční i soudní správy. Dále jsou zde uchovávány fondy velkostatků, církevní fondy (včetně klášterních archivů), podnikové archivy a další.
V Moravském zemském archivu jsou uloženy Moravské zemské desky, jejichž knihy z let 1348–1642 byly roku 1998 prohlášeny za národní kulturní památku.

## Publikační činnost
Moravský zemský archiv vydává odborné publikace a některé jeho jednotlivé složky (státní okresní archivy) vydávají periodické sborníky s příspěvky k vlastivědnému bádání dané oblasti.
Vydávané sborníky:
- Havlíčkobrodsko (SOkA Havlíčkův Brod a Muzeum Vysočiny Havlíčkův Brod)[53]
- Jižní Morava (SOkA Břeclav se sídlem v Mikulově)[54]
- Sborník Státního okresního archivu Znojmo (SOkA Znojmo)[55]
- Vlastivědný sborník Pelhřimovska (SOkA Pelhřimov)[56]
- Vlastivědný sborník Vysočiny (SOkA Jihlava a Muzeum Vysočiny Jihlava)[57]
- Západní Morava (SOkA Žďár nad Sázavou a SOkA Třebíč)[58]

K dříve vydávaným periodikům patří Jihlavský archivní občasník, Sborník Státního okresního archivu Vsetín, Vyškovský sborník a Východní Morava.

## Výstavy
Moravský zemský archiv pořádá výstavy:
- Morava jako součást českého státu
- Z Trevisa do Brtnice
- Pod ochranou svatého Petra
- Moc inkoustu: středověká knižní kultura na Moravě
- Kdo, co? Archiv!?

Výstavou Kdo, co? Archiv!? konanou 7.–23. června 2024 k 185. výročí založení ústavu byly představeny jednotlivé úseky činnosti Moravského zemského archivu, jak se vyvíjely od 19. století.

## Budova archivu

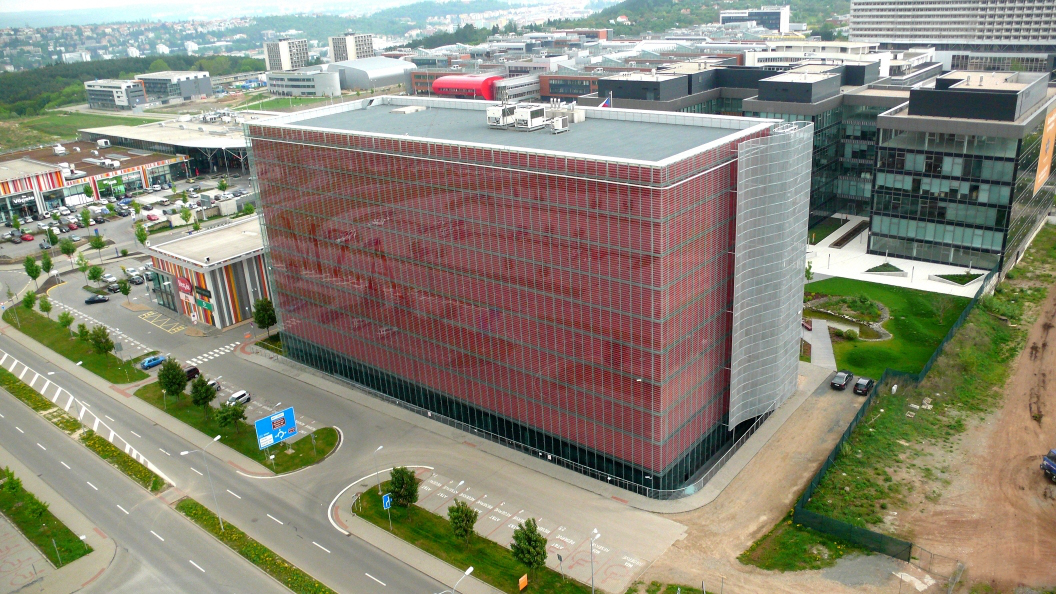
Budova Moravského zemského archivu

Dlouhou dobu neměl archiv svoji vlastní budovu, která by byla funkčně určena a přizpůsobena potřebám archivu. Pro uskladnění archiválii využíval v průběhu celé druhé poloviny 20. století různé hrady a zámky na Moravě, skončil i například v bývalé káznici v Brně na Cejlu. Až v roce 2003 bylo rozhodnuto o výstavbě účelové budovy, což vláda potvrdila na svém výjezdním zasedání v Brně 12. května 2003. Lokalita nebyla pevně určená, následnou soutěž na architektonický návrh a umístění vyhrála brněnská společnost A PLUS a její návrh autorů Jaromíra Černého, Karla Tuzy a Petra Uhlíře v rozvojovém území u bohunické nemocnice. Generálním dodavatelem se v soutěži v roce 2005 stalo sdružení společností IMOS Brno a Unistav. Stavba byla zahájena v srpnu 2005, budova byla slavnostně otevřena 29. října 2007, náklady dosáhly výše 685,8 miliónu Kč. Budova má 80 běžných kilometrů (bkm) úložných prostor při využití stojacích a kompaktních regálů v poměru 60:40, při budoucím využití pouze kompaktních regálů v případě potřeby až 110 bkm. Jednalo se o první realizovanou stavbu v prostoru před bohunickou nemocnicí mezi ulicemi Netroufalky a Bítešskou. Budova Moravského zemského archivu dostala v roce 2008 ocenění Stavba roku.
Koncept budovy vychází ze snahy tvarově i materiálově vyjádřit dvě základní funkce archivu – úložnou a badatelskou. Z tohoto důvodu je celá stavba členěna na dvě základní části, a to část depotní a administrativní. Architektonicky i technicky je její vnitřní obsah a určení tvarově jednoznačné v podobě jednoduché hmoty železobetonového devítipodlažního kvádru depotu, na který navazuje šestipodlažní administrativní budova o lichoběžníkovém půdorysu, která má lehkou oceloskleněnou konstrukcí. Depotní část má bodově zavěšený prosklený plášť, který je ve večerních a ranních hodinách scénicky nasvětlen červeným světlem.